# Sylwester Bardzinski
Sylwester Bardzinski (Jaksice (Polen), 3 december 1918 - Sint-Gillis-Waas, 26 mei 2015) is een Poolse oud-strijder die diende in de 1ste Poolse Pantserdivisie van generaal Stanisław Maczek. Hij bleef na de oorlog in België wonen en huwde er te Sint-Gillis-Waas met Marcella van der Heyden.

## Geboorteland Polen
Bardzinski werd geboren in Jaksice, een klein dorp dicht bij Bydgoszcz, ongeveer 100 km ten noordoosten van Poznań. In het gezin werden nog drie andere zonen en twee dochters geboren. Twee van zijn broers vochten nog in de ruïnes van Warschau. Na zijn lagere school volgde hij technisch onderwijs. Nadat hij vernomen had dat Hitler Polen wilde annexeren, ging hij in oktober 1938 op vrijwillige basis in het leger om zijn vaderland te verdedigen. Hiervoor onderbrak hij zelfs zijn studies. Vanaf maart 1939 waren alle soldaten permanent aanwezig in de kazerne. Op 24 augustus werden alle burgers in het bezit van een voertuig opgeroepen hun voertuig af te geven. In Sylwesters streek waren er te veel voertuigen en moesten de voertuigen naar Warszawa (Warschau) vervoerd worden, waarvoor Sylwester vrijwilliger was. Na het afleveren van de voertuigen verbleef Bardzinski als chauffeur in een dorpje ten zuiden van Warszawa. Het Poolse leger werd door Hitler en Jozef Stalin onder de voet gelopen en massa’s Poolse officieren en generaals werden vermoord (bloedbad van Katyn). Wie overbleef moest vluchten: naar Roemenië of Hongarije waar ze valse papieren zouden krijgen en waarmee ze dan verder naar Frankrijk konden trekken. Zo vluchtte hij ook met een twintigtal andere soldaten over Rusland naar Roemenië (niet over Tsjechoslowakije dat toen al Duits grondgebied was). In Roemenië werden ze niet met open armen ontvangen. Alle soldaten werden opgepakt en in een oude kazerne ondergebracht, waar ze als krijgsgevangenen bewaakt werden. Het kamp zat er vol met Polen. Ontsnappen was voor hen noodzakelijk, want ze wilden absoluut naar Frankrijk, waar met steun van de vele Poolse families die in de tijd van Napoleon naar Frankrijk waren uitgeweken, een leger werd gevormd tegen de Duitsers.

## Poolse pantserdivisie
Bardzinski slaagde erin om na een oponthoud in Frankrijk in Engeland aan te komen waar dan de Poolse Pantserdivisie onder leiding van Maczek werd opgericht. Nadat hij in augustus 1944 samen met andere strijdkrachten ook in Normandië landde, maakte hij de hevige strijd op de Mont-Ormel mee en was hij nauw betrokken bij de slag van Falaise. Daarna nam hij als tankoperator in september en oktober 1944 ook deel aan de bevrijding van België. Hij was een vertrouwd iemand in de omgeving van onderluitenant Marie André Poniatowski, die tijdens de overwintering in Nederland door een kogel dodelijk getroffen werd in Anna Jacobapolder. In april 1945 trok Bardzinski door Duitsland met zijn tankdivisie naar Wilhelmshaven, waar in mei de oorlog beëindigd werd.

## Een leven in een nieuw vaderland
Na de oorlog kwam hij uit Duitsland terug naar België, waar hij tijdens de bevrijding de familie van der Heyden had leren kennen. Hij maakte er kennis met zijn later echtgenote. Bardzinski werkte als mechanicien en bouwde er een nieuw leven op. Zijn enige dochter en zijn drie kleinzonen beseffen zeer goed hoe belangrijk - samen met nog een aantal andere Poolse oud-strijders - zijn aanwezigheid is tijdens de plechtigheden die zowel in België (Tielt, Ruiselede, Aalter, Stekene, De Klinge) als in Nederland gehouden worden als herdenking van de bevrijding door de Poolse strijdkrachten bij het einde van de Tweede Wereldoorlog. Hij werd vereerd met verscheidene eretekens, o.a. Reserve-Kapitein in het Poolse Leger, Zilveren en Gouden Kruis van Verdienste (Polen), het Oorlogskruis 1944 (Polen) of 'Kruis voor Dapperheid' (Krzyż Walecznych), Polonia Restituta (Ridderorde van het Herstelde Polen) en medaille Bene Merito, naast andere Belgische, Franse en Engelse eretekens. Op 11 november 2015 werd hij postuum vereremerkt met het ereburgerschap van St.-Gillis-Waas, waar hij na de oorlog steeds is blijven wonen.

## Film
In 2014 werd de film Sylwester, gemaakt door Bart Verstockt, gepresenteerd.